# Сент-Реджис
Сент-Реджис (англ. St. Regis Mohawk Reservation) — индейская резервация ирокезоязычного индейского племени мохоки, расположенная на южном берегу реки Святого Лаврентия на северо-востоке штата  Нью-Йорк, США. Она граничит к с резервацией мохоков в Онтарио и Квебеке, индейцы считают всю общину единым целым и имеют право свободно пересекать границу Канады и США.

## История
Резервация получила своё название в честь французского иезуита Жан-Франсуа Режиса, который выразил желание быть миссионером ирокезов. Миссия была основана около 1755 года несколькими католическими семьями ирокезов, в основном мохоками, которые переехали вверх по реке Святого Лаврентия из миссионерской деревни Канаваке. Они искали лучшей жизни для своих семей, так как были обеспокоены негативным влиянием торговцев, которые продавали мохокам алкогольные напитки. Семьи индейцев сопровождали миссионеры-иезуиты из Канаваке.
После того, как Соединённые Штаты приобрели эту территорию, земли мохоков оказались разделены. Часть резервации оказалась в Канаде, часть — в штате Нью-Йорк, США. Но согласно договору Джея 1795 года об урегулировании границы, мохоки сохранили за собой право свободно пересекать международную границу. С момента создания резервации индейцы по обе стороны реки Святого Лаврентия потеряли много земли и пострадали от крупных инфраструктурных проектов, проводимых государственными и федеральными властями обоих государств. К ним относятся мосты, плотины на реках для гидроэлектростанций, а также строительство морского пути Святого Лаврентия.

## География
Резервация расположена на южном берегу реки Святого Лаврентия в северо-восточной части штата Нью-Йорк в округе Франклин. Она граничит с городами Форт-Ковингтон (на востоке), Бомбей (на юге), Брашер (на юго-западе) и Массена (на западе), а также с индейскими резервациями Аквесасне 15 и Аквесасне 59 на севере. Ближайший большой город — Корнуолл, который находится в 10 км к северо-западу.
Общая площадь резервации составляет 54,3 км², из них 49,1 км² приходится на сушу и 5,2 км² — на воду. В августе 2021 года резервация Сент-Реджис приобрела 41,5 акра земли в округе Франклин, штат Нью-Йорк.

## Демография

### 2000 год
Согласно федеральной переписи населения 2000 года в резервации проживало 2699 человек, насчитывалось 904 домашних хозяйств и 977 жилых домов. Плотность населения Сент-Реджис составляла 54,9 чел./км².  Расовый состав по данным переписи распределился следующим образом: 2,07 % белых, 97,41 % индейцев, 0,07 % представителей других рас и 0,44 % представителей двух или более рас. Испаноязычные или латиноамериканцы любой расы составили 0,74 %.
Из 904 домашних хозяйств в 44,8 % — воспитывали детей в возрасте до 18 лет, 40,9 % — представляли собой совместно проживающие супружеские пары, в 23,9 % — проживали женщины-домохозяйки без мужа, и 26 % — не имели семей. 22,9 % домохозяйств состояли из одного человека, и в 6,4 % проживал один человек в возрасте 65 лет и старше.
Население резервации по возрастному диапазону распределилось следующим образом: 34,1 % — жители младше 18 лет, 9,2 % — от 18 до 24 лет, 30,8 % — от 25 до 44 лет, 18,1 % — от 45 до 64 лет, и 7,7 % — в возрасте 65 лет и старше. На каждые 100 женщин приходилось 96,2 мужчин.
Средний доход на одно домашнее хозяйство в индейской резервации составлял 32 664 доллара США, а средний доход на одну семью — 34 336 долларов. Мужчины имели средний доход в 27 742 доллара в год против 21 774 доллара среднегодового дохода у женщин.  Доход на душу населения в резервации составлял 12 017 долларов в год. Около 19,4 % семей и 22,4 % всего населения находились за чертой бедности, в том числе 31,3 % тех, кому ещё не исполнилось 18 лет, и 14,9 % старше 65 лет.

### 2020 год
В 2020 году в резервации проживало 3663 человека. Расовый состав населения: белые — 129 чел. (3,5 %), афроамериканцы — 2 чел. (0,06 %), коренные американцы (индейцы США) — 3451 чел. (94,2 %), азиаты — 0 чел., океанийцы — 0 чел., представители других рас — 1 чел. (0,03 %), представители двух или более рас — 80 человек (2,2 %). Испаноязычные или латиноамериканцы любой расы составили 30 человек (0,8 %). Плотность населения составляла 67,46 чел./км².